# زندگی خواب‌ها
زندگی خواب‌ها نام دومین کتاب از هشت کتاب (مجموعه اشعار) سهراب سپهری است، که چاپ اول آن در سال ۱۳۳۲ منتشر شد.

## فهرست اشعار
کتاب زندگی خواب‌ها شامل اشعار زیر است (به ترتیبی که در کتاب آمده‌است):
1. خواب تلخ
2. فانوس خیس
3. جهنم سرگردان
4. یادبود
5. پرده
6. گل کاشی
7. مرز گمشده
8. پاداش
9. لولوی شیشه‌ها
10. لحظه گمشده
11. باغی در صدا
12. مرغ افسانه
13. نیلوفر
14. برخورد
15. سفر
16. بی پاسخ